# Giscaro
Giscaro är en kommun i departementet Gers i regionen Occitanien i sydvästra Frankrike. Kommunen ligger i kantonen L'Isle-Jourdain som tillhör arrondissementet Auch. År 2022 hade Giscaro 91 invånare.

## Befolkningsutveckling
Antalet invånare i kommunen Giscaro
Referens:INSEE